# Yvonne Vallée
 (octobre 2020).
Pour les articles homonymes, voir Vallée (homonymie).
Marguerite Yvonne Vallée, née le 21 février 1899 à Bordeaux et morte le 15 juin 1996 à Vallauris, est une chanteuse et comédienne française.
En 1924, elle chante Dit'moi M'sieur Chevalier en duo avec Maurice Chevalier, qu'elle épouse le 10 octobre 1927 à Vaucresson. Ils divorceront le 18 avril 1933.

## Filmographie
- 1928 : Hello New York
- 1931 : Le Petit Café de Ludwig Berger